# Tina Cohen-Chang
Tina Cohen-Chang è un personaggio della serie televisiva Glee, interpretato da Jenna Ushkowitz.

## Trama
Tina è una timida ed emotiva studentessa del liceo McKinley affetta da balbuzie. È di origini asiatiche e veste con un look che ricorda le sottoculture goth, punk e lolita. Tina si presenta alle audizioni del glee club interpretando con grinta la canzone I Kissed a Girl di Katy Perry. Il professor Schuester le offre l'occasione di aumentare la propria autostima concedendole di cantare il suo primo assolo, Tonight, tratto dal musical West Side Story.
Tina inizia a frequentare Artie Abrams, ma quando la ragazza ammette di fingere di essere balbuziente sin dalla prima media, quando si inventò una scusa per non parlare in pubblico, questo lo lascia ferito. Dopo un breve periodo Artie perdona Tina per il suo comportamento, ma poco dopo fa alcuni commenti misogini sul suo look, chiedendole di vestire in modo più seducente. Tina pretende le sue scuse, e la coppia si riconcilia.
Allarmato dalla "Twilight-mania" che si diffonde nella scuola, il Preside Figgins vieta a Tina di vestirsi con abiti gotici. La ragazza, dopo una breve crisi d'identità provocata dai suoi nuovi vestiti, può tornare a vestire come al solito dopo aver minacciato il Preside che sarà morso da suo padre, un pericoloso «vampiro asiatico».
Durante l'estate successiva, Tina lascia Artie per Mike Chang. La nuova coppia si esibisce in una duetto, cantando Sing! del musical A Chorus Line. Durante il corso della seconda serie Tina elimina dai suoi completi le ispirazioni punk e metal, facendo divenire il suo stile un'elegante mescolanza fra lo steampunk, il gothic lolita e il romantic goth, mentre nella terza serie il suo guardaroba matura ulteriormente, diventando distinto, raffinato e ricordante le studentesse rètro della Swinging London anni '60. Nella terza stagione aiuta Mike ad aprirsi con i suoi genitori riguardo al suo sogno di fare il ballerino. I due si lasciano dopo che Mike va al college.
Invidiosa di Rachel, che ottiene l'ennesimo assolo per le Nazionali, si ribella e in un momento di distrazione cade in una fontana e sbatte la testa. Ha quindi un'allucinazione dove vede se stessa nei panni di Rachel e ha la possibilità di essere la stella dello spettacolo per la prima volta. Rinsavita, capisce di dover aspettare il suo turno per brillare e aiuta Rachel ad ottenere una seconda audizione per la NYADA, duettando inoltre con lei.
A partire dalla quarta stagione, Tina assume un carattere più ambizioso per poter ottenere più assoli nel club, assumendo persino un'assistente personale: l'impacciata Dottie Kazatori. Forma una splendida amicizia con Blaine, per il quale si prende anche una breve cotta, e Sam.
Nella quinta stagione viene eletta reginetta del ballo scolastico e mira inoltre ad entrare alla Brown University dopo il diploma. Intristita dall'imminenza del diploma, organizza un'occupazione con Blaine e Sam, durante la quale ha un flirt con quest’ultimo. In crisi poiché potrebbe non venire accettata alla Brown, pensa di andare a New York con Sam, Blaine e Artie, ma alla fine verrà accettata. Riacquista la sua amicizia con Artie, e, dopo aver pensato di riconquistare Mike, si rimette con Artie alla fine della sesta stagione.
Nel finale della serie, Tina è diventata un'attrice ed è la protagonista del film che Artie presenta come regista allo Slamdance Festival.

## Sviluppo

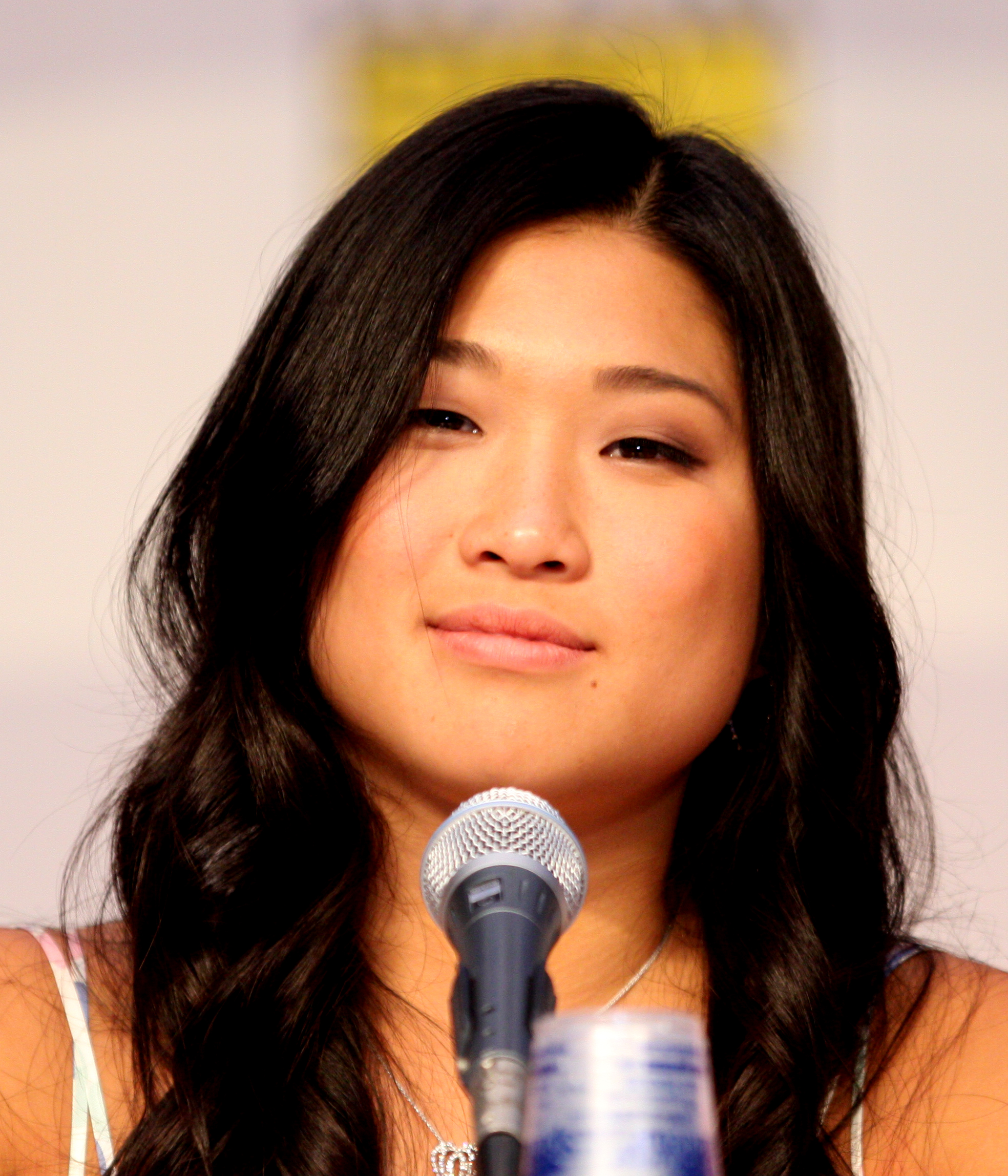
Jenna Ushkowitz

Nell'assumere gli interpreti di Glee, il creatore della serie Ryan Murphy non adottò il tradizionale metodo dei casting call, ma passò invece tre mesi a Broadway alla ricerca di talenti. Qui trovò anche Ushkowitz, che aveva precedentemente interpretato il musical The King and I. Ushkowitz venne inizialmente tenuta all'oscuro riguardo al passato del suo personaggio, e credette che la balbuzie fosse vera. Quando le venne detta la verità, tuttavia, ne rimase contenta; ha infatti spiegato: «Sarebbe stato divertente mantenerla perché sarebbe stata una sua stranezza in più, ma questo permette a Tina di aprirsi a tutta una serie di nuove possibilità.» Secondo la Ushkowitz, Tina non è realmente una goth, quanto invece una ribelle nei confronti della famiglia. L'attrice ha spiegato: «Non credo che la sua stanza sia piena di poster dark e di roba heavy metal – Penso che stia solo attraversando una fase. C'è decisamente la possibilità che i personaggi evolvano il prossimo anno. Spero che Tina si unisca alle Cheerios o faccia qualche altra follia.» Insieme alla co-star Kevin McHale (attore), Ushkowitz fa il tifo per la coppia composta dai loro due personaggi.

## Performance musicali
Tina si presenta alle audizioni per entrare nel glee club cantando I Kissed a Girl di Katy Perry. True Colors è stata pubblicata come singolo, resa disponibile in download digitale e inclusa nell'album Glee - The Music, Volume 2. La canzone arrivò al quarantasettesimo posto in Australia, trentottesimo in Canada, quindicesimo in Irlanda, trentacinquesimo nel Regno Unito e sessantaseiesimo negli Stati Uniti.
| Episodio                  | Titolo della canzone                | Artista originale        | Con                                                         |
| ------------------------- | ----------------------------------- | ------------------------ | ----------------------------------------------------------- |
| Voci fuori dal coro       | I Kissed a Girl                     | Katy Perry               | solista                                                     |
| La scoperta di un talento | Tonight                             | West Side Story          | solista                                                     |
| Capellografia             | True Colors                         | Cyndi Lauper             | Nuove Direzioni                                             |
| Cattiva reputazione       | U Can't Touch This                  | MC Hammer                | Kurt Hummel, Mercedes Jones, Artie Abrams e Brittany Pierce |
| Audizioni                 | Getting to Know You                 | The King and I           | solista                                                     |
| Sfida a coppie            | Sing!                               | Chorus Line              | Mike Chang                                                  |
| Nuove direzione           | Dog Days Are Over                   | Florence and the Machine | Mercedes Jones                                              |
| Stupide canzoni d'amore   | My Funny Valentine                  | Babes In Arms            | solista                                                     |
| La notte dei negletti     | I Follow Rivers                     | Lykke Li                 | solista                                                     |
| Crescere                  | ABC                                 | The Jackson 5            | Nuove Direzioni                                             |
| Si/No                     | The First Time Ever I Saw Your Face | Roberta Flack            | Mercedes Jones, Rachel Berry e Santana Lopez                |
| Cuore                     | L-O-V-E                             | Nat King Cole            | Mike Chang                                                  |
| L'occasione di una vita   | Cell Block Tango                    | Chicago                  | Santana Lopez, Mercedes Jones e Brittany S. Pierce          |
| L'occasione di una vita   | Shake it Out                        | Florence and the Machine | Santana Lopez e Mercedes Jones                              |
| L'ultimo ballo            | Love You like a Love Song           | Selena Gomez & The Scene | Santana Lopez e Brittany S. Pierce                          |
| Il fattore Unique         | Because You Loved Me                | Céline Dion              | Solista                                                     |
| Il fattore Unique         | Flashdance... What a Feeling        | Irene Cara               | Rachel Berry                                                |